# Diritti LGBT nel Regno Unito
I diritti delle persone lesbiche, gay, bisessuali e transessuali (LGBT) nel Regno Unito si sono evoluti in maniera esponenziale nel corso del tempo, anche se ancora variano leggermente in base alla giurisdizione delle quattro nazioni che compongono lo stato.
Prima e durante la formazione del Regno Unito omosessualità e cristianesimo si sono scontrati, ma la prima per lungo tempo non ha costituito reato; tuttavia, durante gli anni centrali dello scisma anglicano l'attività sessuale tra persone dello stesso sesso divenne considerata come un peccato ed ai sensi della Buggery Act 1533 è stata messa fuori legge e punibile con la pena di morte.
Il colonialismo perpetrato dall'impero britannico fino alla metà del XX secolo comportò la diffusione (nel mondo) d'una legislazione molto ostile nei confronti degli omosessuali (in particolare, la Sezione 377), dato che, le colonie britanniche non godevano d'autonomia legislativa ed il diritto (sia civile che penale) si rifaceva direttamente a quello inglese.
I diritti LGBT sono migliorati in seguito alla depenalizzazione dell'omosessualità in tutto il regno.
A partire dall'inizio del XXI secolo la lotta per i diritti LGBT ha ottenuto sempre maggior sostegno ed essi si sono rafforzati.
Nel 2015 la ricerca condotta da ILGA-Europe sui diritti LGBT il Regno Unito ha ottenuto il punteggio più alto dell'intera Europa, con l'86% di progresso verso "il rispetto dei diritti umani e della piena uguaglianza sociale" per le persone LGBT ed il 92% nella sola Scozia.
Nel 2018 il governo della Scozia ha annunciato che la nazione sarebbe diventata la prima al mondo ad introdurre nei programmi curricolari delle scuole temi LGBT+, quali la storia del movimento e la lotta alle discriminazioni, disponendo anche una campagna di sensibilizzazione nei confronti dei docenti e che questi ultimi si impegnino, oltre che nell'insegnamento, attivamente nella lotta alle discriminazioni anche al di fuori della scuola;
ha inoltre stabilito che nessuno nelle scuole può esentarsi dal seguire gli insegnamenti delle tematiche lgbt+ e che quindi queste ultime abbiano la stessa dignità di tutti gli altri corsi curricolari obbligatori.
Organizzazioni per i diritti LGBT e molte vaste comunità LGBT sono state istituite in tutto il Regno Unito, in particolare a Brighton, la quale è ampiamente considerata come la non ufficiale capitale Gay della Gran Bretagna, con le altre grandi comunità a Londra, Manchester, Birmingham, Bristol, Leeds, Liverpool, Newcastle upon Tyne e Edimburgo, tutte ospitanti un gay village e le feste annuali del Gay Pride.

## Omosessualità e legge penale

### Criminalizzazione dell'omosessualità

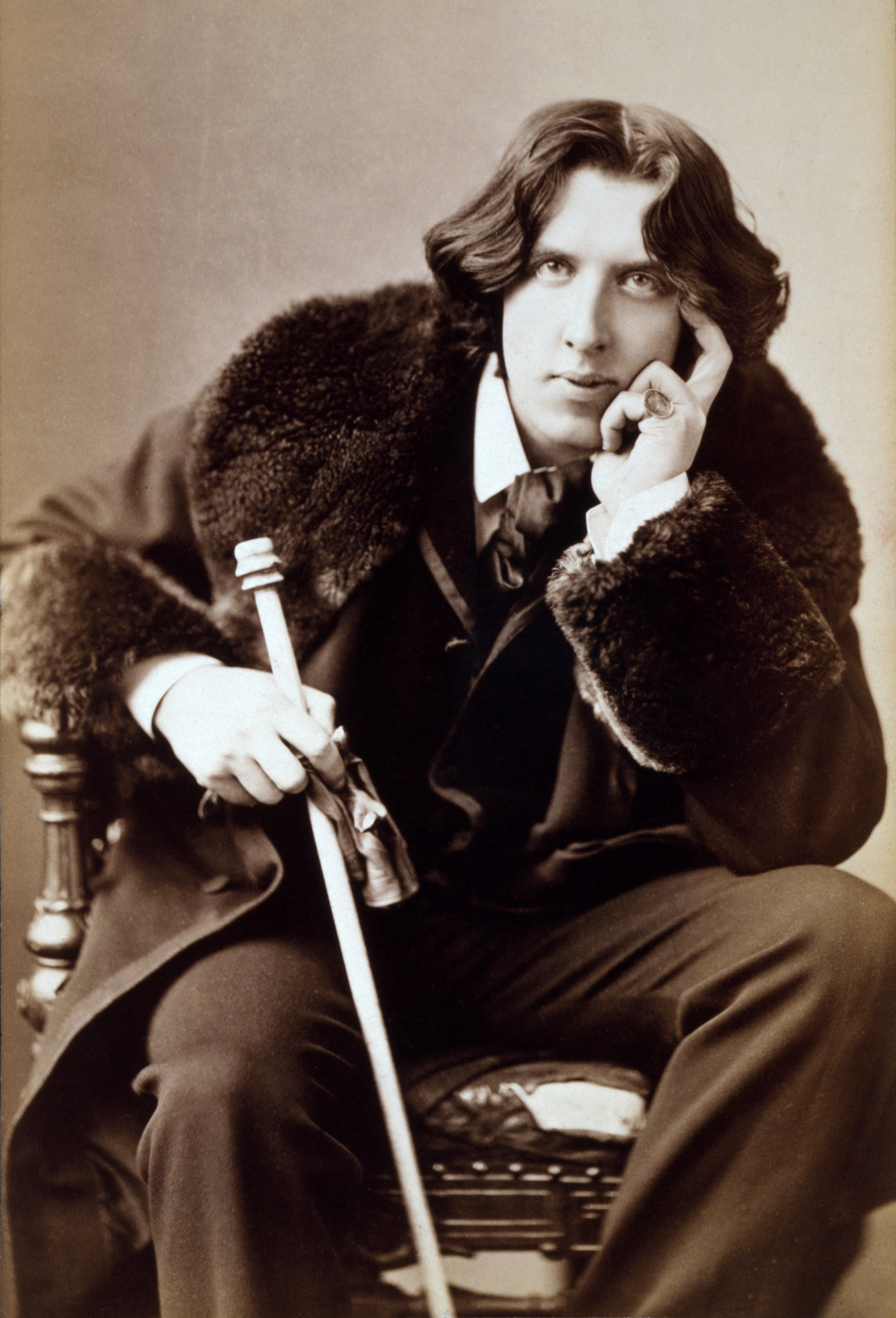
Oscar Wilde, poeta e scrittore inglese; condannato nel 1895 al massimo della pena per la sua omosessualità

Decenni prima della formazione del Regno Unito, nel 1707, la legge inglese identificava il sesso anale come reato punibile con l'impiccagione, come prescritto dal Buggery Act 1533 (Atto Legislativo sulla Sodomia del 1533), promulgato da Enrico VIII d'Inghilterra. Il Buggery Act ha costituito la prima legge contro la sodomia nel paese; tali reati erano stati fino ad allora previamente trattati dai tribunali ecclesiastici. La legislazione era stata in seguito abrogata nel 1553 dalla regina Maria I d'Inghilterra, per essere poi nuovamente reintrodotta da Elisabetta I d'Inghilterra nel 1563. Gli ultimi due uomini ad essere condannate a morte per sodomia sono stati James Pratt e John Smith, giustiziati nel 1835..
Anche se la sezione 31 dell'Offences against the Person Act 1861 (Atto Legislativo sui Reati contro la Persona del 1861) rimosse la pena di morte per l'omosessualità, gli atti omosessuali maschili rimasero illegali e punibili con la reclusione a vita.
La sezione 11 del Criminal Law Amendment Act 1885 (Atto Legislativo di Modifica al Diritto Penale del 1885) estese le leggi che riguardavano l'omosessualità includendovi qualsiasi tipo di attività sessuale tra maschi: a causa di ciò, Oscar Wilde venne condannato ai sensi della presente legge a due anni di lavori forzati (vedi i procedimenti giudiziari a carico di Oscar Wilde). Al contrario, le lesbiche non sono mai state considerate né prese di mira dalla normativa.
In Scozia, fra il 1424 e il 1707, non sono state in vigore leggi che considerassero illegale l'attività sessuale tra uomini., ma gli atti omosessuali erano punibili: un esempio viene dato dalla "commissione per il processo" di Gavin Bell.
Nei primi anni '50 del XX secolo la polizia riprese a perseguire attivamente gli atti omosessuali. Alla fine del 1954 il numero di uomini gay incarcerati in Inghilterra e Galles era pari a 1069, con una età media di 37 anni. Vi sono stati anche un certo numero di arresti di alto profilo comprovati, come quello dello scienziato e matematico (nonché collaboratore governativo esperto di crittografia in tempo di guerra) Alan Turing, condannato nel 1952 per atti osceni. Egli accettò il trattamento con ormoni femminili (castrazione chimica) come alternativa al carcere. Turing finì col suicidarsi nel 1954. L'ex primo ministro Gordon Brown, in risposta ad una petizione, ha rilasciato le proprie scuse per conto del governo britannico nel 2009 (per il "modo spaventoso in cui è stato trattato").
Nel 1953 il processo e la conseguente condanna del barone Edward Montagu, di Michael Pitt-Rivers e di Peter Wildeblood per aver commesso atti di "indecenza omosessuale" ha causato scalpore e ha portato alla creazione di un commissione per esaminare e riferire in merito alla legislazione vigente sugli atti omosessuali, i cui membri furono scelti da David Maxwell Fyfe e da sir Hugh Lucas-Tooth.

### Il rapporto Wolfenden

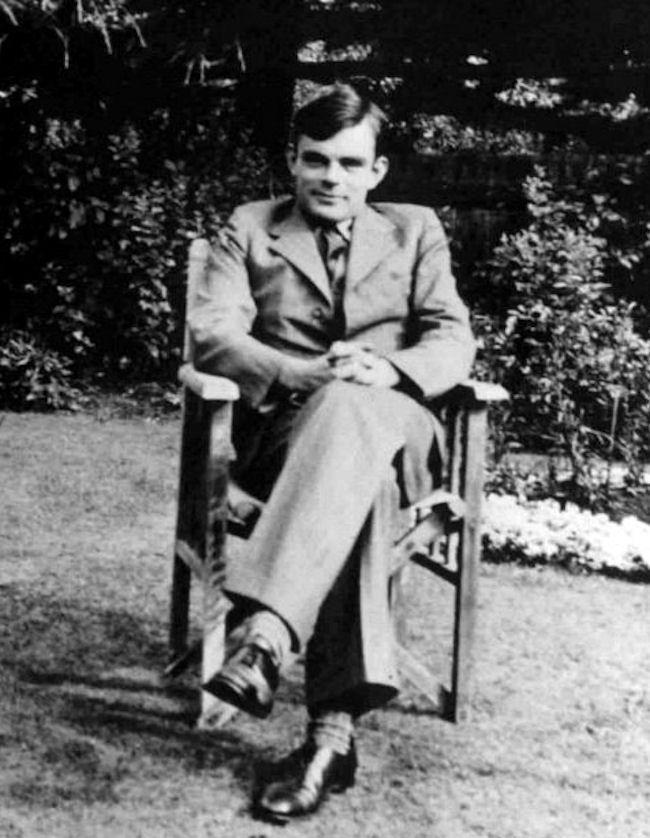
Alan Turing, padre dell'informatica; portato al suicidio nel 1954 per le terapie di conversione imposte

La commissione Wolfenden fu istituita il 24 agosto 1954 al fine di studiare le conseguenze dell'allora legge britannica in materia di "reati omosessuali";il Rapporto della Commissione Dipartimentale sul Reato di Omosessualità e sulla Prostituzione (meglio conosciuto come Rapporto Wolfenden) fu pubblicato il 3 settembre 1957. Esso consigliava di decriminalizzare "i rapporti omosessuali in privato tra adulti consenzienti" e sosteneva che l'omosessualità non potesse "essere considerata come una vera e propria malattia, perché in molti casi essa è l'unico sintomo ed è compatibile con una piena salute mentale in tutti gli altri aspetti".
Nel mese di ottobre del 1957 l'arcivescovo di Canterbury Geoffrey Francis Fisher parlò a sostegno della relazione Wolfenden dicendo che "vi è un regno sacro della privacy... in cui la legge, in generale, non deve intromettersi. Questo è un principio della massima importanza per la preservazione della libertà umana, del rispetto di sé e della responsabilità".
Il primo dibattito parlamentare sulla relazione Wolfenden fu avviato il 4 dicembre 1957 da Lord Frank Pakenham; dei diciassette partlamentari che parlarono nel corso del dibattito, otto avallarono ampiamente le raccomandazioni contenute nel rapporto. Il giurista David Maxwell Fyfe parlando a nome del governo mise in dubbio che vi sarebbe stato molto sostegno pubblico per l'attuazione delle raccomandazioni e dichiarò che ulteriori ricerche erano state richieste. La Homosexual Law Reform Society venne creata il 12 maggio 1958, principalmente per attuare una campagna a favore delle raccomandazioni espresse dalla commissione Wolfenden..

### Depenalizzazione degli atti omosessuali

Il primo pride di Londra (1972)

Nel 1965 il Pari conservatore Lord Arran presentò alla Camera dei lord un disegno di legge che avrebbe depenalizzato gli atti omosessuali maschili (il lesbismo non era mai stato illegale); una proposta identica fu avanzata da Humphry Berkeley alla Camera dei Comuni un anno dopo, ma lo scioglimento del Parlamento ne precluse l'approvazione definitiva. Nel 1966, a seguito delle elezioni, un nuovo disegno di legge, che avrebbe attuato le raccomandazioni della relazione Wolfenden fu proposto, questa volta dal deputato del partito Laburista (Regno Unito) Leo Abse .
Il Sexual Offences Act 1967 (Atto Legislativo sui Reati Sessuali del 1967) ebbe il successo sperato: venne approvato dalla Camera dei Comuni con 99 voti favorevoli e 14 contrari, e dalla Camera dei Lord con 111 voti favorevoli e 48 contrari; ricevette l'assenso reale ed entrò ufficialmente in vigore il 27 luglio 1967. La legge, pur mantenendo i divieti generali contro la sodomia e l'indecenza fra uomini, prevedeva una depenalizzazione limitata degli atti omosessuali qualora fossero state soddisfatte tre condizioni:
1. l'atto doveva essere consensuale;
2. l'atto doveva avvenire in privato;
3. l'atto poteva coinvolgere solamente quelle persone che avessero almeno raggiunto i 21 anni di età.

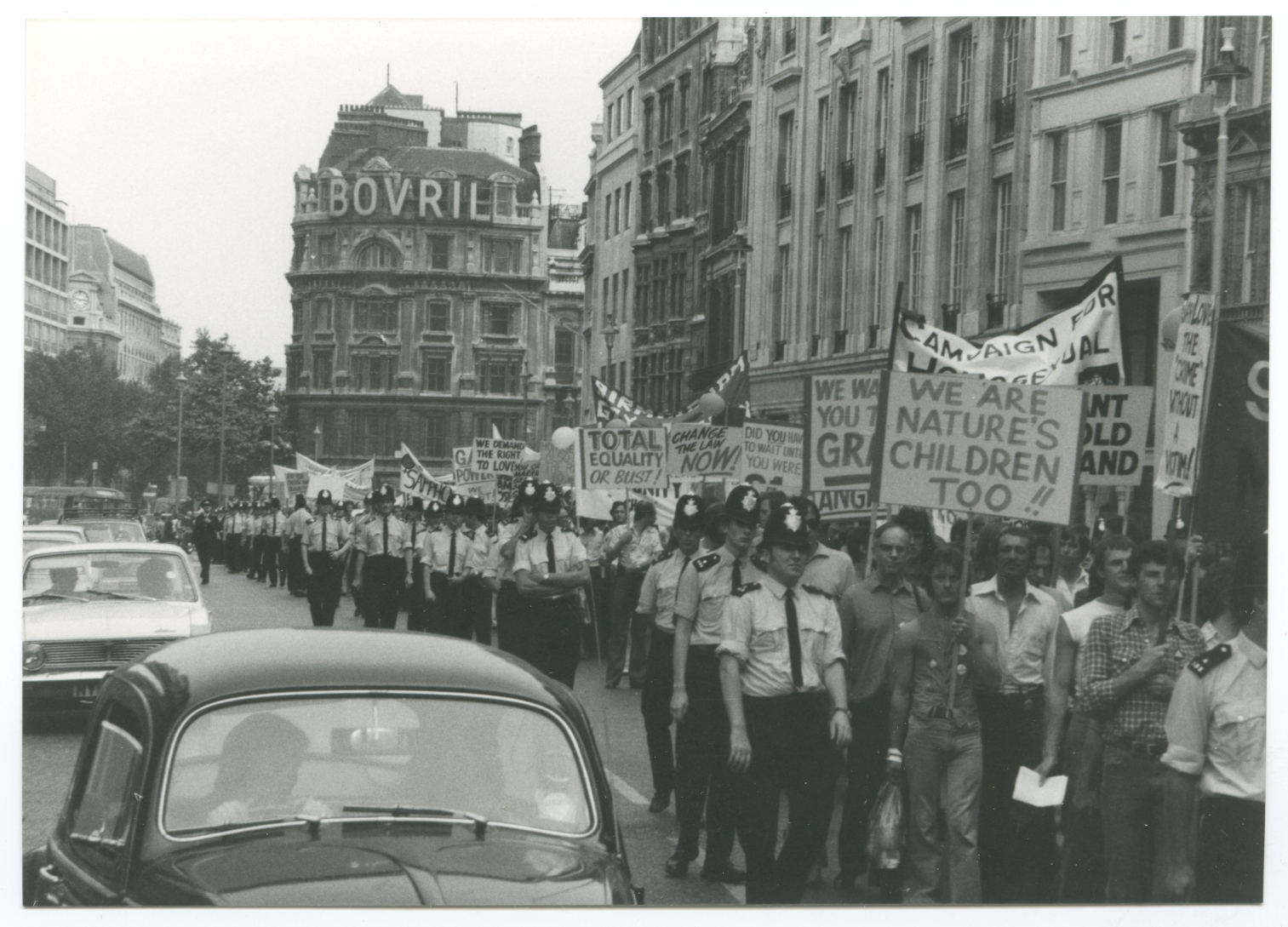
Il pride di Londra del 1974

Quest'età età del consenso era più alta di quella fissata per gli atti eterosessuali (pari a 16 anni). Inoltre "in privato" significava la partecipazione limitata a due persone. Una tale condizione venne interpretata in modo restrittivo dai giudici, tanto che furono considerati criminali rapporti omosessuali che si svolgevano in una stanza d'albergo o in case private in cui una terza persona era presente (anche se quella persona era in una stanza diversa). Queste restrizioni sono state dichiarate incompatibili dalla Corte europea dei diritti dell'uomo nel 2000.
La legge del 1967 era in vigore solo in Inghilterra e in Galles. Organizzazioni come quella della Campaign for Homosexual Equality ed il Gay Liberation Front continuarono quindi a fare campagna per ottenere l'obiettivo della piena uguaglianza sociale anche in Scozia e in Irlanda del Nord, ove la totalità dei comportamenti omosessuali erano ancora illegali. La legge del 1967 fu infine estesa alla Scozia dal Criminal Justice (Scotland) Act 1980 (Atto Legislativo sulla Giustizia Penale in Scozia del 1980), che entrò in vigore il 1º febbraio 1981, e all'Irlanda del Nord dall'Homosexual Offences (Northern Ireland) Order 1982 (Decreto sui Reati Omosessuali in Irlanda del Nord del 1982), che entrò in vigore l'8 dicembre 1982.

### Annullamento delle vecchie sentenze
Il Policing and Crime Act 2017 (Atto Legislativo sulla Polizia e sulla Criminalità del 2017), entrato in vigore il 31 gennaio 2017, contiene una sezione conosciuta come la "legge Alan Turing", che ha concesso ufficialmente indulti postumi a migliaia di uomini omosessuali che erano stati condannati per via della vecchia legge sulla sodomia.

## Età del consenso
Nel 1979 una commissione consultiva del Dipartimento degli Interni suggerì che l'età effettiva del consenso per l'attività sessuale tra persone dello stesso sesso dovesse essere ridotta da 21 a 18 anni, ma il Governo non mise in atto tale raccomandazione.

Nel febbraio 1994, la Criminal Justice and Public Order Bill (Proposta di Legge sul Diritto Penale e sull'Ordine Pubblico), che modificava la legislazione vigente in materia di reati sessuali, fu presentata in Parlamento. La deputata conservatrice Edwina Currie propose un emendamento che avrebbe reso l'età del consenso per i rapporti omosessuali identica a quello per i rapporti eterosessuali (pari a 16 anni), sconfitto però alla prova del voto, raccogliendo 307 voti contrari e 280 favorevoli. Tra coloro che sostennero la proposta vi erano Tony Blair, John Smith, Neil Kinnock, Paddy Ashdown e William Hague; quelli contrari includevano David Blunkett e Ann Taylor. 

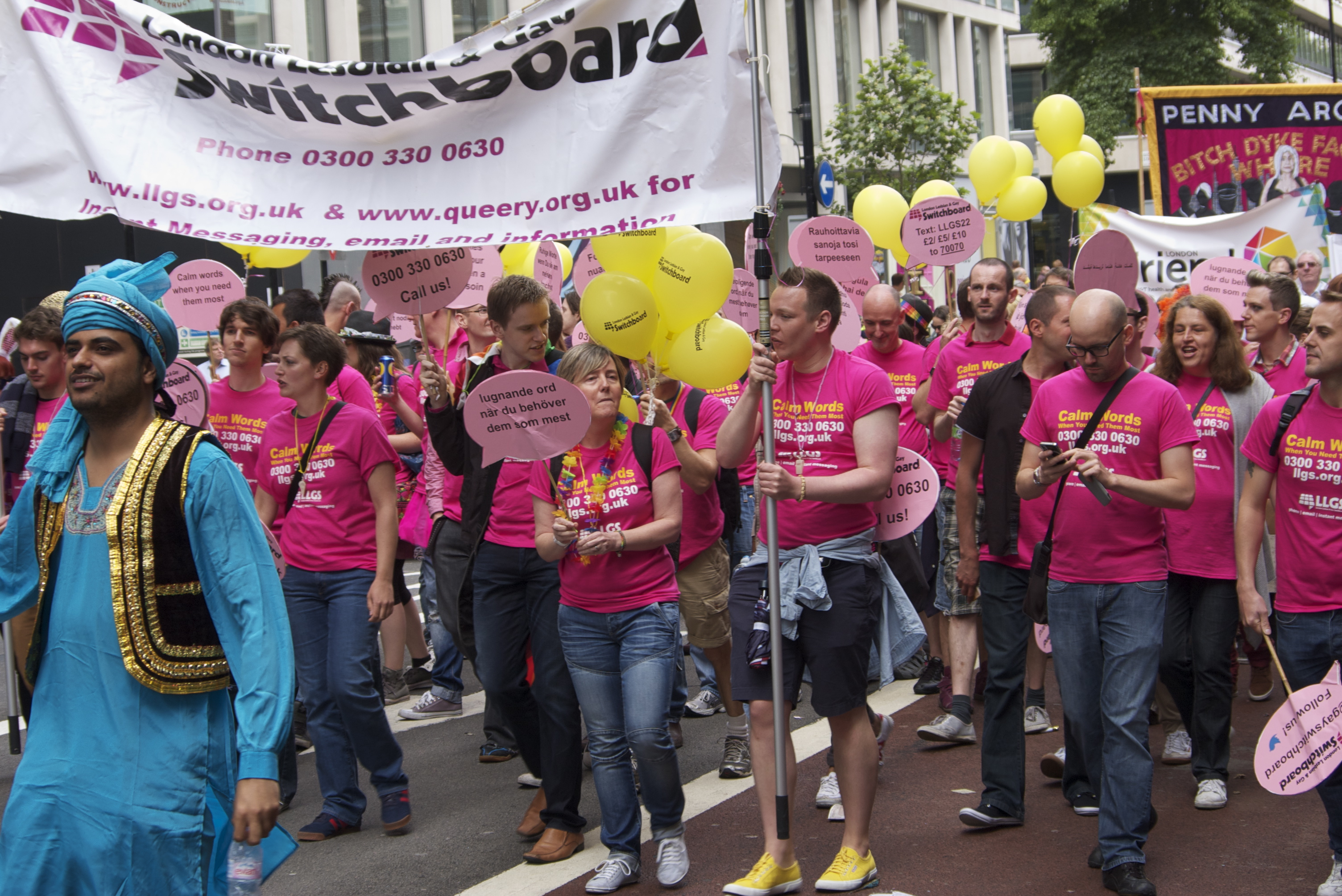
World Pride 2012.

Sir Anthony Durant propose un altro emendamento, che prevedeva l'abbassamento dell'età del consenso a 18 anni; quest'ultima proposta fu approvata con 427 voti favorevoli e 162 contrari; i sostenitori comprendevano Michael Howard e John Major; ha trovato invece l'opposizione di altri parlamentari come John Redwood, Michael Heseltine e John Gummer. Un emendamento proposto da Simon Hughes, che avrebbe reso l'età del consenso rapporti sessuali (etero e non) pari a 17 anni, non fu sottoposto ad una votazione in quanto precluso dall'approvazione dell'emendamento di Durant. Alla Camera dei Lord, un emendamento del Duca di Norfolk, che avrebbe fatto rimanere l'età del consenso per i rapporti omosessuali pari a 21 anni, venne respinto, raccogliendo 113 voti favorevoli e 176 contrari. Un altro emendamento, presentato dal capogruppo laburista Lord MacIntosh di Haringey, che avrebbe reso tale età del consenso pari a 16 anni, fu alresì respinto con 71 voti favorevoli e 245 contrari.
Nella sua sentenza del 1 luglio 1997 nella causa Sutherland contro il Regno Unito, la commissione europea dei diritti dell'uomo ha dichiarato che gli articoli 8 e 14 della convenzione europea dei diritti dell'uomo erano stati violati a causa della discriminazione riguardante l'età del consenso, che era 18 anni per gli omosessuali ma 16 per gli eterosessuali; non vi erano infatti ragionevoli giustificazioni per il mantenimento di un'età minima più elevata per gli atti omosessuali maschili. Il 13 ottobre 1997 il governo di sua maestà ha presentato alla corte europea dei diritti dell'uomo il testo di un progetto di legge da inviare al parlamento con l'intento di ridurre l'età del consenso da 18 a 16 anni. Il 22 giugno 1998, la Crime and Disorder Bill (Proposta di Legge sul Crimine e sui Disturbi) fu esaminato del Parlamento. Ann Keen propose un emendamento che parificato l'età del consenso per i rapporti omosessuali. Questa proposta fu accolta a larga maggioranza dalla Camera dei Comuni, ma respinta dalla Camera dei Lord. Successivamente, il 16 dicembre 1998, la Sexual Offences (Amendment) Bill (Proposta di Legge Modificante la Normativa sui Reati Sessuali), che avrebbe equiparato l'età del consenso, fu presentata in Parlamento: ancora una volta, la proposta venne approvata il 25 gennaio 1999 dalla Camera dei Comuni ma il 14 aprile 1999 fu respinta nuovamente dalla Camera dei Lord.

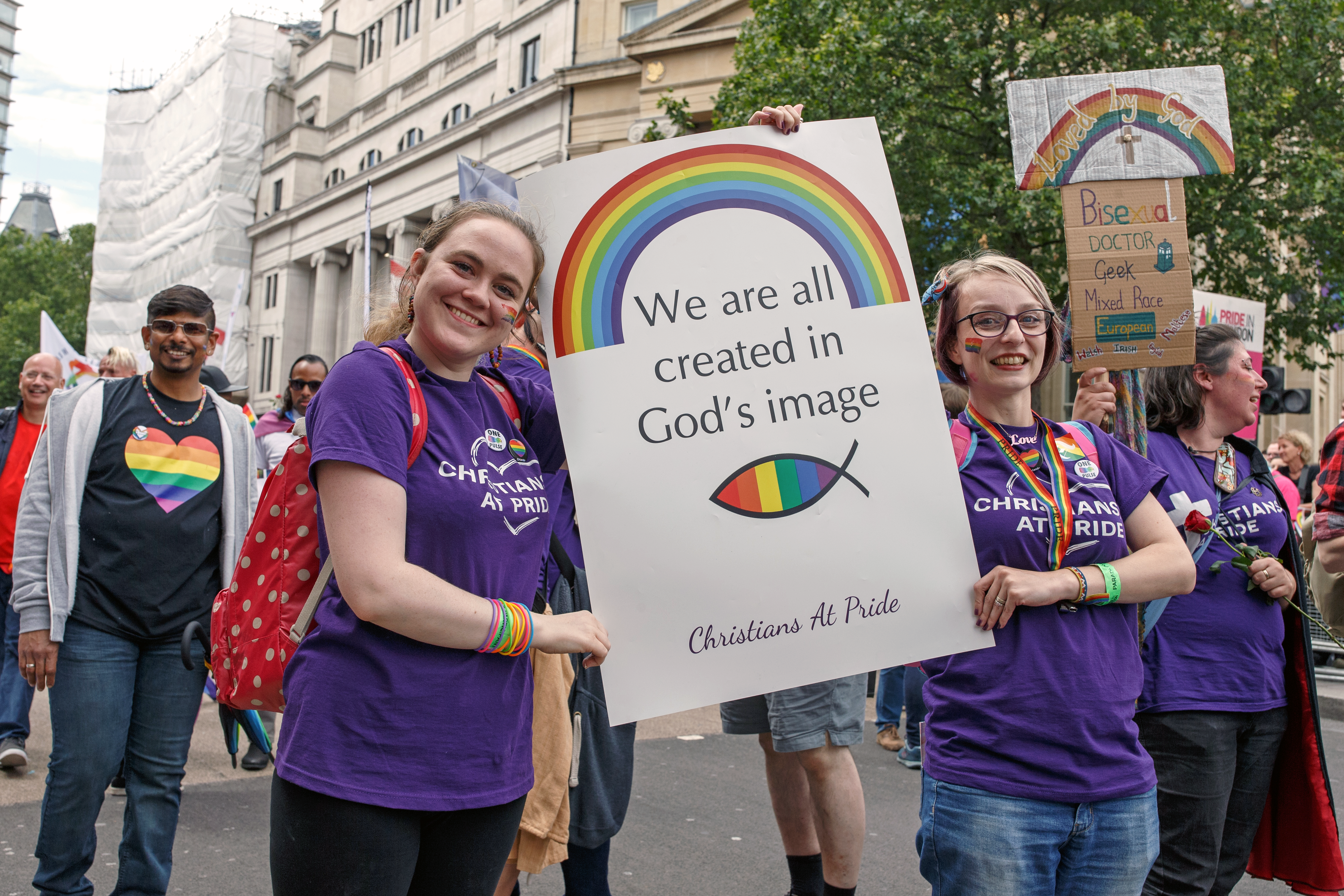
Pride di Londra del 2016, nell'immagine giovani cristiani in parata

Nel 2000, la Camera dei Comuni approvò nuovamente la legge (con 317 voti favorevoli e 117 contrari). Questa volta, anche la Camera dei Lord diede il via libera alla proposta, ma approvò, con 205 voti favorevoli e 144 contrari, un emendamento alla stessa che manteneva l'età del consenso per il sesso anale a 18 anni sia per gli omosessuali che per gli eterosessuali. Il 30 novembre 2000, il disegno di legge venne promulgato nella sua versione originale, senza l'emendamento proposto dalla Camera dei Lord. Ciò fu possibile grazie ai Parliament Acts 1911 and 1949 (Atti Legislativi sul Parlamento del 1911 e del 1949), a norma dei quali, quando uno stesso testo legislativo è approvata dalla Camera dei Comuni due volte (con un anno di distanza fra la prima e la seconda approvazione), ma respinta dalla Camera dei Lord (oppure approvata da quest'ultima con emendamenti con cui la Camera dei Comuni non è d'accordo) essa può entra in vigore nella versione con cui la Camera dei Comuni la ha approvata, anche senza il consenso della Camera dei Lord. Le disposizioni della legge sono entrate in vigore in tutto il Regno Unito l'8 gennaio 2001, rendendo l'età del consenso per i rapporti omosessuali identica a quella per i rapporti eterosessuali.. Tale legge ha anche introdotto, per la prima volta, un'età del consenso per atti sessuali lesbici in quanto in precedenza non vi era stata alcuna legislazione a questo riguardo.
Il 1º maggio 2004 il Sexual Offences Act 2003 (Atto Legislativo sui Reati Sessuali del 2003) è entrato in vigore: fra le altre cose, la legge depenalizzò alcuni atti omosessuali che ancora costituivano reato: fino a quel momento, per esempio, era illegale avere rapporti omosessuali mentre in casa c'era un'altra persona (anche se quest'ultima era in un'altra stanza), mentre gli stessi divieti non si applicavano ai rapporti eterosessuali.

## Riconoscimento delle relazioni omosessuali

### Unioni civili
Non c'è stato alcun riconoscimento giuridico delle relazioni omosessuali in Gran Bretagna fino al 5 dicembre 2005,  giorno in cui il Civil Partnership Act 2004 (Atto Legislativo sulle Unioni Civili del 2004) entrò in vigore, legalizzando le unioni civili: queste ultime garantiscono la maggior parte (ma non tutti) i diritti e le responsabilità del matrimonio civile.
L'unione può avvenire su qualsiasi premessa approvata nel Regno Unito e in luoghi religiosi approvati in Inghilterra e Galles a partire dal 2011 (anche se le sedi religiose non sono obbligate a svolgere tali funzioni), ma non possono includere simbologia sacra o religiosa. Inoltre, l'adulterio e la non consumazione del rapporto possono costituire legittimo motivo di annullamento di un matrimonio, ma non di un'unione civile.
La prima celebrazione di un'unione civile ha avuto luogo alle 11:00 (GMT) il 5 dicembre 2005 tra Matthew Roche e Christopher Cramp a St Barnabas Hospice, a Worthing nel West Sussex. Il solito periodo di attesa di 14 giorni è stato cancellato quando Roche è stato colpito da una malattia terminale. È morto il giorno dopo.

### Matrimonio omosessuale

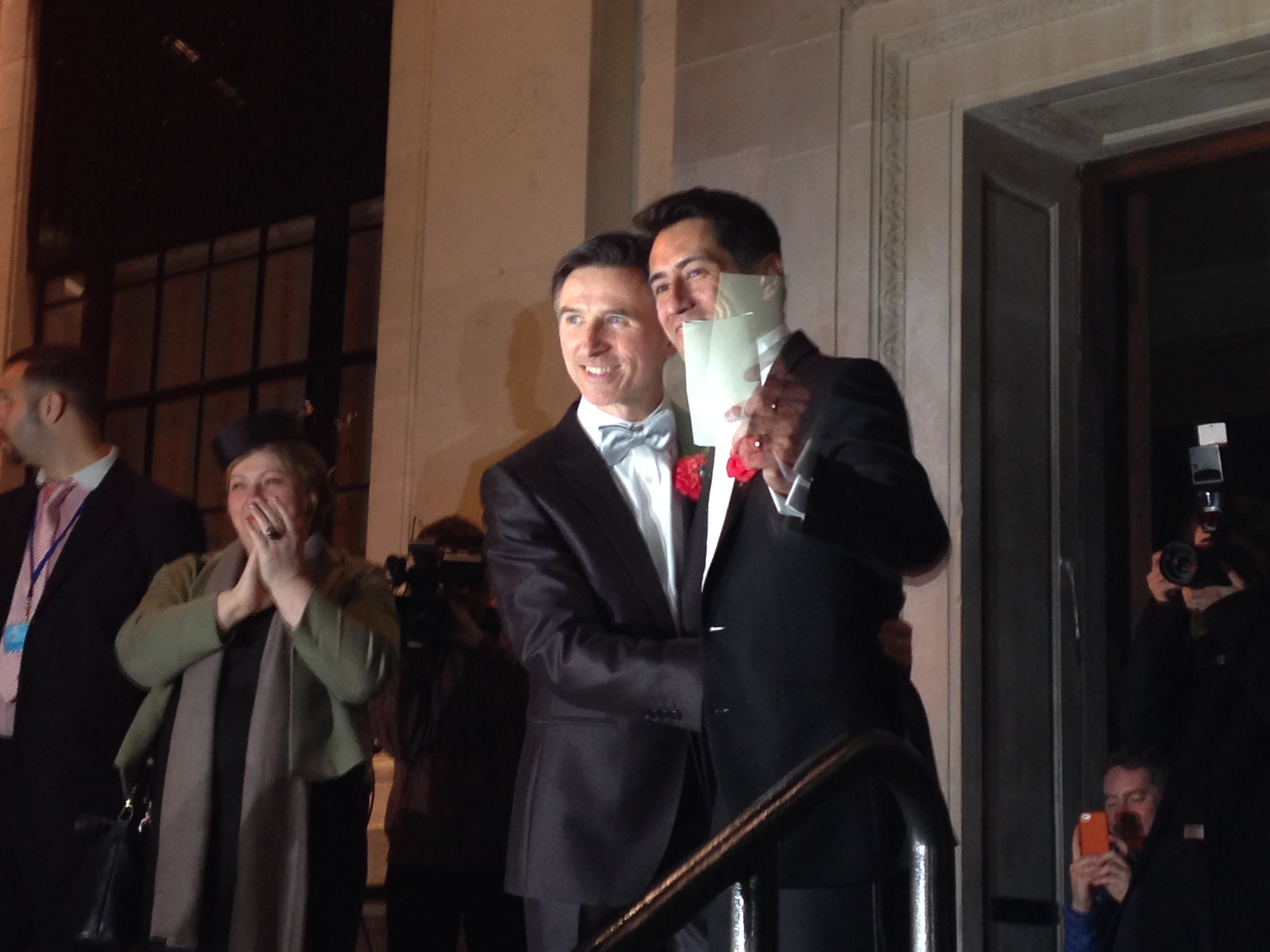
La prima celebrazione matrimoniale omosessuale in Inghilterra e Galles.

Il matrimonio tra persone dello stesso sesso è stato oggetto di un ampio dibattito dopo la decriminalizzazione dell'omosessualità nel paese. La legislazione vigente in Inghilterra e nel Galles aveva impedito il matrimonio egualitario, prima con il Marriage Act 1949 (Atto Legislativo sul Matrimonio del 1949) che definiva il matrimonio come l'unione fra "un uomo e una donna", e successivamente con il Nullity of Marriage Act 1971 (Atto Legislativo sull'Annullamento dei Matrimoni del 1971) ed il Matrimonial Causes Act 1973 (Atto Legislativo sulle Cause Matrimoniali del 1973,).
Il matrimonio tra persone dello stesso sesso è stato legalizzato in Inghilterra, Galles e Scozia nel 2014 tramite il Marriage (Same Sex Couples) Act 2013 (Atto Legislativo sul Matrimonio per le Coppie dello Stesso Sesso del 2013), e in Irlanda del Nord il 22 ottobre 2019 tramite il Northern Ireland (Formation of Executive etc.) Act 2019 (Atto Legislativo sulla Formazione del Governo dell'Irlanda del Nord e su altre materie).

## Adozione
L'Adoption and Children Act 2002 (Atto Legislativo sull'Adozione e sui Bambini del 2002) consentì ai residenti in Inghilterra e in Galles di poter adottare un figlio indipendentemente dal rapporto di coppia e dall'orientamento sessuale. I sostenitori della legge nel parlamento hanno sottolineato che l'adozione non era una questione di diritti "gay", ma quella di fornire il maggior numero possibile di bambini in un ambiente familiare stabile piuttosto che vederli in orfanotrofio. Gli oppositori hanno sollevato dubbi sulla "stabilità dei rapporti al di fuori del matrimonio" e come "l'instabilità" influirebbe sul benessere dei bambini adottati. Tuttavia, la legge è stata approvata ed è entrata in vigore il 30 dicembre 2005. Una legislazione simile è stata adottata in Scozia a partire dal 28 settembre 2009.

## Protezioni dalle discriminazioni

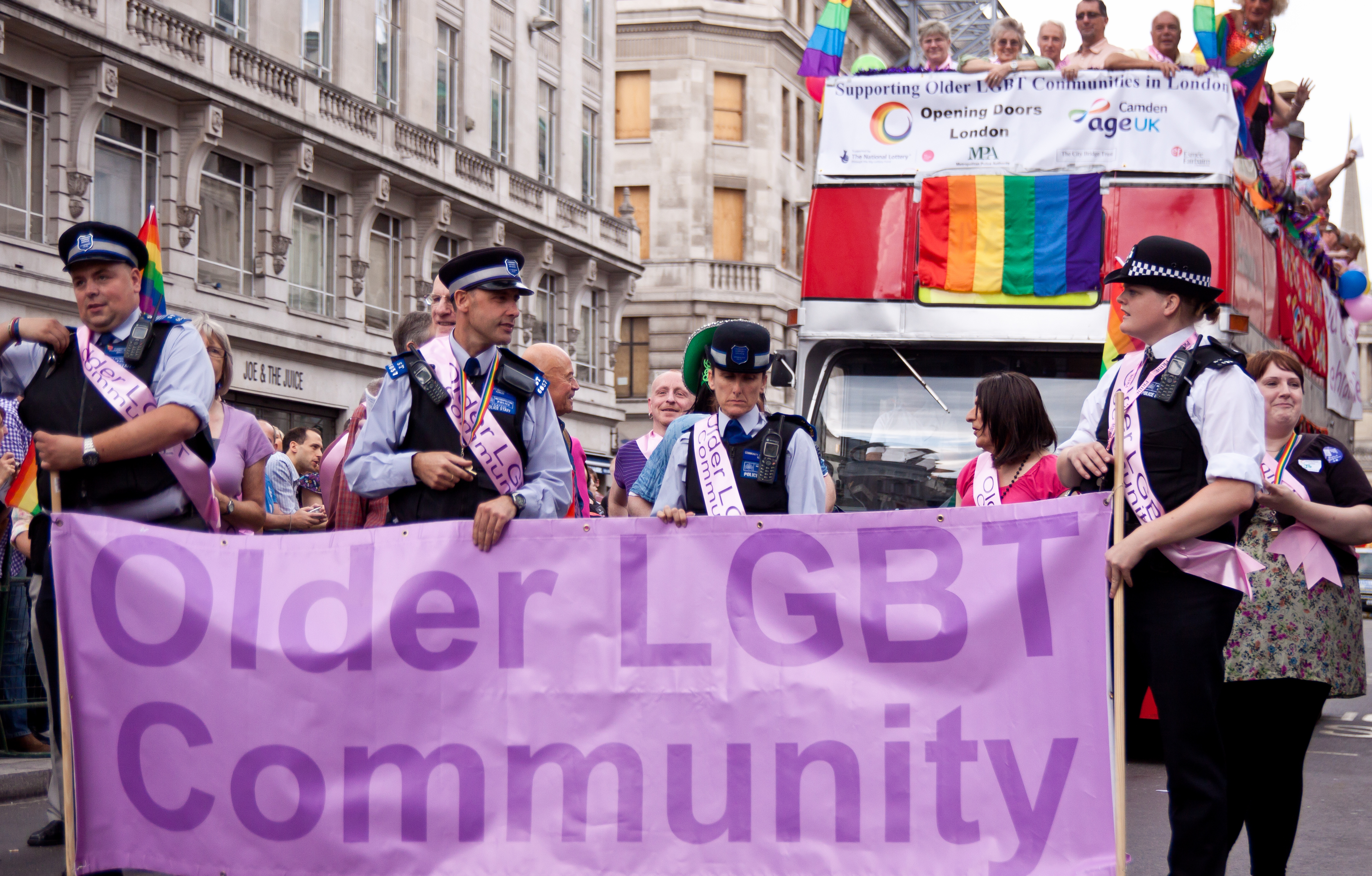
Pride di Londra 2011.

Alcune protezioni sulla discriminazione riguardo all'identità di genere erano esistite fin dal 1999. Sono state introdotte norme per la protezione delle discriminazioni sull'orientamento sessuale nell'occupazione il 1 dicembre 2003, a seguito dell'adozione di una direttiva dell'unione europea del 2000, la quale prevedeva il divieto di discriminazione in materia di occupazione per l'orientamento sessuale.
Il 30 aprile 2007 è entrato in vigore un decreto che vietava di discriminare nella fornitura di beni e servizi sulla base dell'orientamento sessuale di una persona dopo l'introduzione di disposizioni analoghe in Irlanda del Nord nel 2006. Leggi simili erano già presenti per quanto riguardava la discriminazione per motivi di sesso, razza, disabilità e stato civile. L'introduzione del decreto è stata complessa ed ha dato luogo ad una diatriba tra il governo e la Chiesa cattolica romana in Inghilterra e Galles, che chiedevano un'esenzione per le agenzie di adozione cattoliche.
L'Equality Act 2010 (Atto Legislativo sull'Uguaglianza del 2010) ha ricevuto l'assenso reale l'8 aprile 2010. Lo scopo primario della legge era quello di unificare la complessa e numerosa serie di atti e regolamenti, che costituivano la base della legge antidiscriminazione nel Regno Unito, tra cui l'Equal Pay Act 1970 (Atto Legislativo sull'Uguaglianza Salariale del 1970), il Sex Discrimination Act 1975 (Atto Legislativo sulle Discriminazioni Sessiste del 1975) , il Race Relations Act 1976 (Atto Legislativo sui Rapporti fra le Etnie del 1976), il Disability Discrimination Act 1995 (Atto Legislativo sulle Discriminazioni contro i Disabili) e altre leggi che proteggevano dalla discriminazione nell'occupazione per motivi di religione o di fede, di orientamento sessuale e di età. La legge ha modificato i regolamenti approvati nel 2005 in materia di cerimonie matrimoniali e civili, consentendo alle chiese aventi sede in Inghilterra e Galles di celebrare le unioni civili se lo avessero voluto. Inoltre ha esteso i diritti per le persone transessuali, proibendo la discriminazione delle scuole a causa della riassegnazione di genere.

### La sezione 28

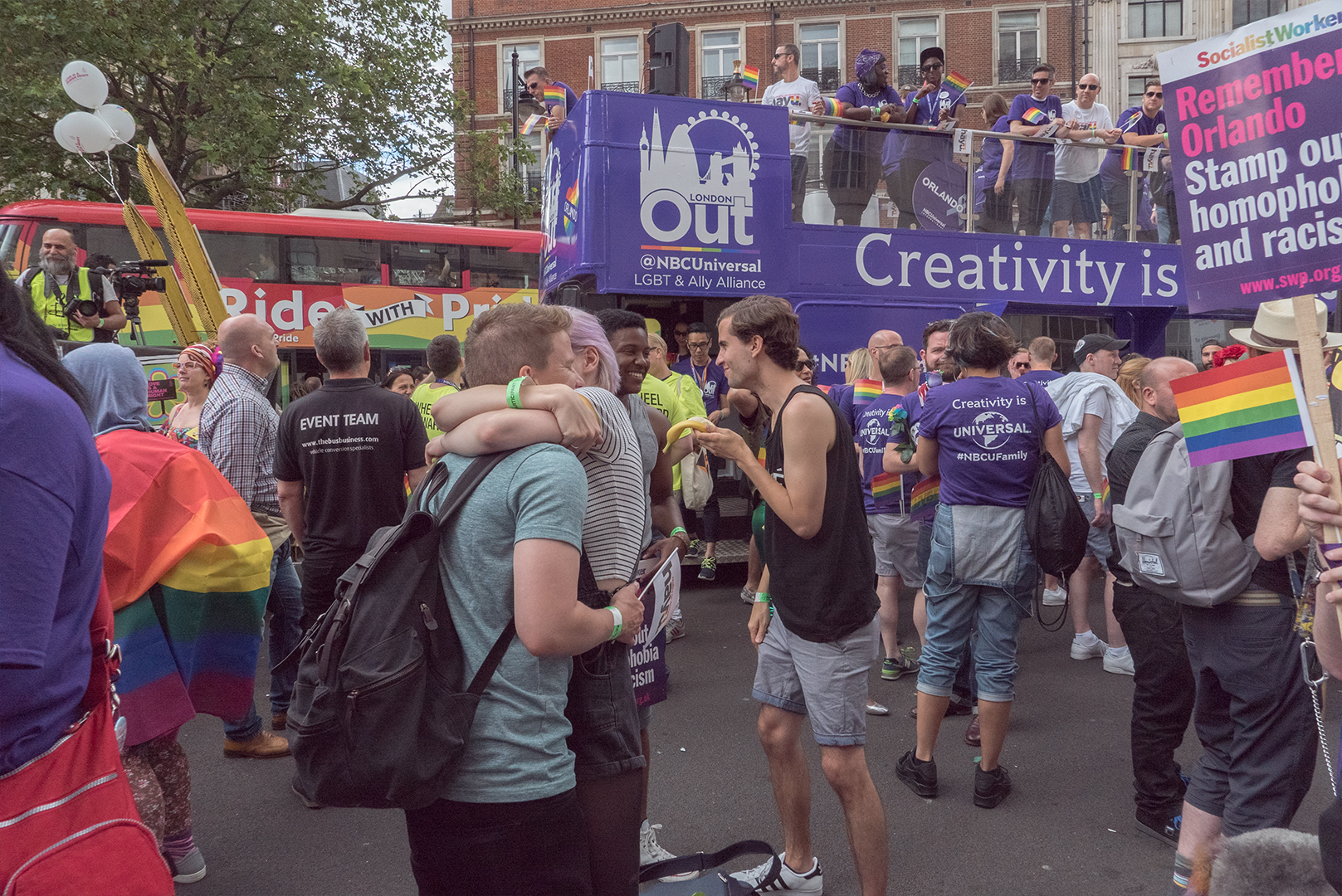
Momento di festa al Pride di Londra.

Negli anni '80z si verificò una battuta d'arresto per i diritti LGBT nel paese. La disponibilità nelle biblioteche delle scuole gestite dall'autorità per l'educazione interna di Londra di un libro considerato da alcuni "promotore dell'omosessualità" portò a diverse proteste. Di conseguenza, nel 1988, il governo presieduto da Margaret Thatcher varò una direttiva amministrativa che proibiva "la promozione intenzionale dell'omosessualità" da parte di qualsiasi autorità locale: tale obbligo era contenuto nella sezione 28 del Local Government Act 1988 (Atto Legislativo sul Governo Locale del 1988) e modificava il precedente Local Government Act 1986 (Atto Legislativo sul Governo Locale del 1986), introducendo una nuova disposizione, la sezione 2A.
La sezione 28 (denominata sezione 2A in Scozia) è stata abrogata in Scozia nel 2000 dal parlamento scozzese. Nel 2002 la proposta venne abrogata dal governo laburista, sostituita da una nuova legge sulle direttive amministrative, divenuta effettiva il 18 novembre 2003. Nel giugno 2009, David Cameron, allora leader dei conservatori, si è scusato a nome del suo partito per l'introduzione della legge, affermando che fosse stata una norma sbagliata e discriminatoria.

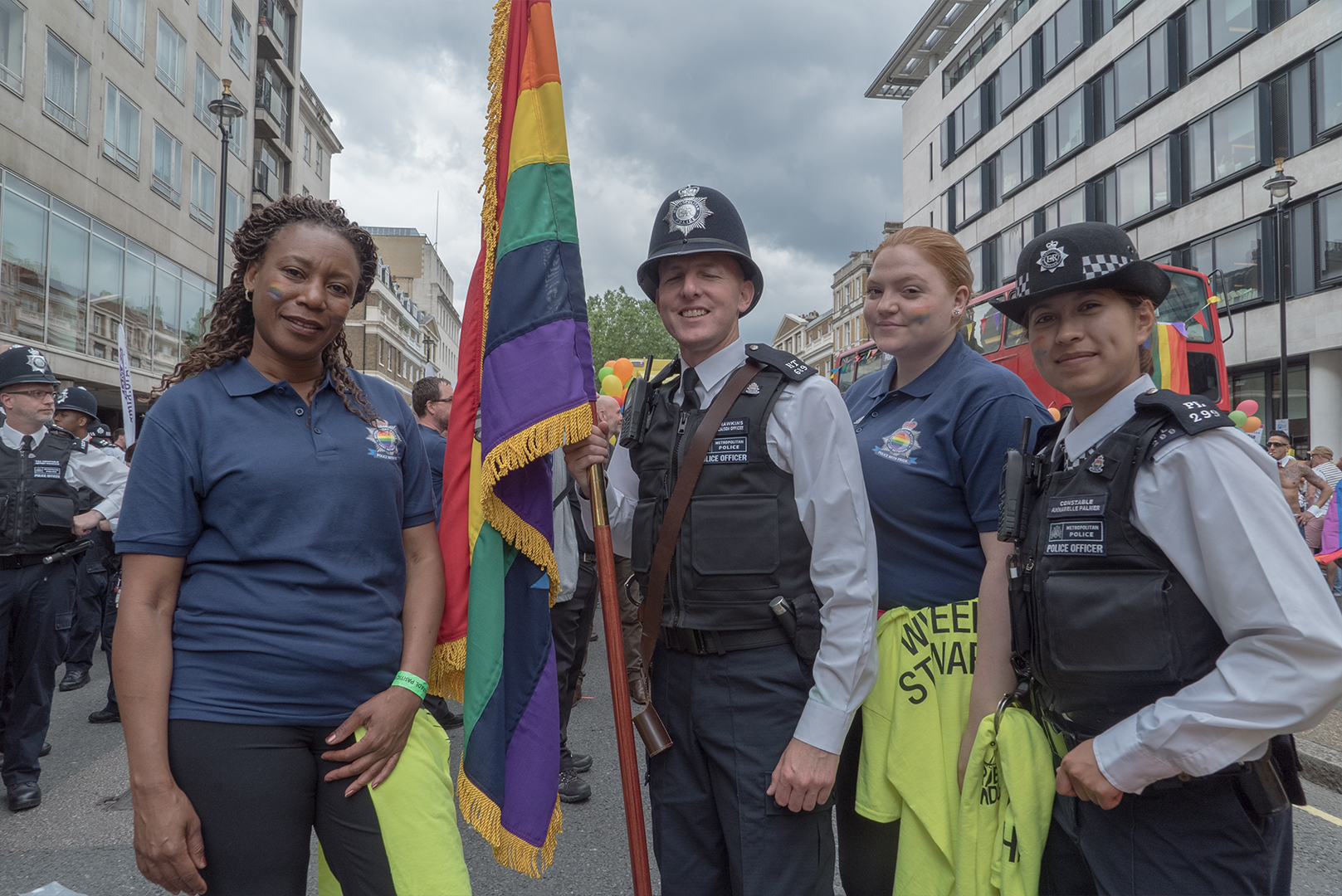
Forze di pubblica sicurezza al pride a Londra

## Servizio militare
Nel 2000 le forze armate di sua Maestà (British Armed Forces) hanno rimosso il divieto di prestare servizio alle persone LGBT, permettendo loro, da allora in poi, di prestare servizio apertamente nell'esercito.
Nel 2010, al decimo anniversario del cambiamento di legge che ha permesso agli omosessuali di servire nelle forze armate, diversi studi hanno riscontrato che l'abolizione del divieto non ha avuto alcun impatto percepibile sull'efficacia operativa dell'esercito.

## Persone transessuali
Nel dicembre 2002 l'ufficio del Lord cancelliere emanò il documento "Transsexual People" che afferma categoricamente che le persone transessuali non sono "affetti da una malattia mentale".
Le persone transgender hanno avuto il diritto di cambiare legalmente la propria identità di genere a partire dal 2005. Nello stesso anno alle coppie dello stesso sesso sono stati concessi i diritti di far parte di un'unione civile, una struttura giuridica del tutto similare al matrimonio, ed anche quello di adottare in Inghilterra e Galles. La Scozia ha successivamente seguito la legge in materia di diritti d'adozione da parte di coppie dello stesso sesso nel 2009, e l'Irlanda del Nord nel 2013.
Da quando il matrimonio egualitario è stato legalizzato, se una persona sposata con un individuo di sesso opposto decidesse di cambiare il proprio sesso, la validità del matrimonio rimarrebbe immutata salvo la non approvazione del partner che, qualora non desiderasse più avere una relazione con la persona che ha iniziato il percorso di gender affirming, potrebbe richiedere la fine del matrimonio.

## Statistiche delle persone LGBT

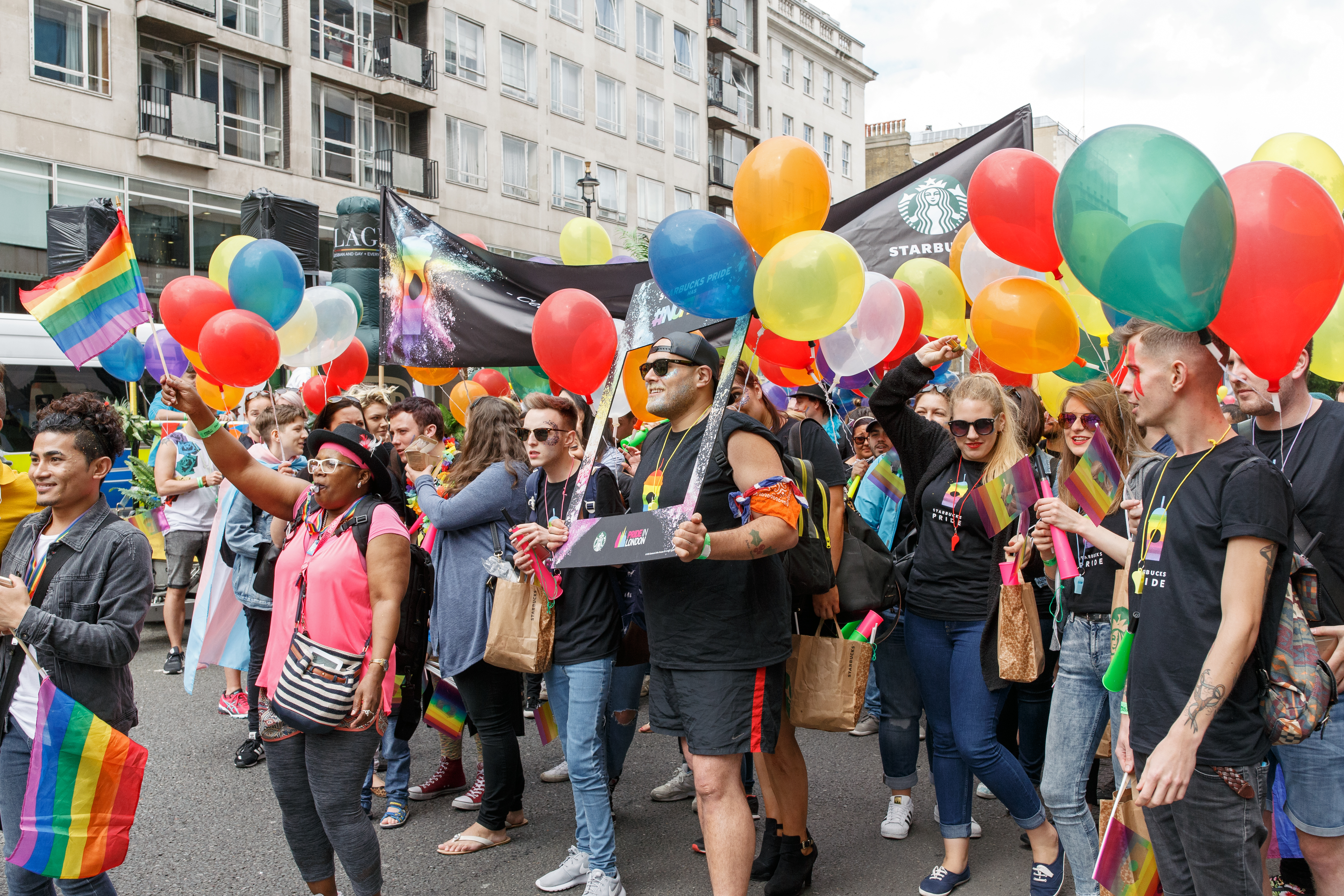
Il Gay pride londinese nel 2016.

L'Integrated Household Survey stima che l'1,5% degli abitanti si identificano come gay, lesbiche o bisessuali, di gran lunga inferiore rispetto alle precedenti stime del 5-7%. Un portavoce dell'ufficio per le statistiche nazionali (ONS) ha dichiarato che si può interpretare il risultato nel fatto che "qualcuno può impegnarsi in comportamenti sessuali con una persona dello stesso sesso, ma ancora non percependosi come gay". Secondo lo YouGov tuttavia gli studi come quelli dell'Integrated Household Survey sottovalutano la sfera della proporzione della popolazione LGBT in quanto essi utilizzano una metodologia faccia a faccia, pertanto la gente non eterosessuale è meno disposta a rivelare il proprio orientamento ad un intervistatore sconosciuto.
YouGov stima che in base alla sua ricerca, che è stata compiuta tramite la compilazione di un questionario online, la percentuale di persone LGBT nel Regno Unito si aggira attorno al 7%. Si stima inoltre che la popolazione trans è tra le 300.000 e le 500.000 persone, ma lo Stonewall Equality Limited conclude che è difficile definire precisamente il numero della popolazione LGBT nel paese in quanto un certo numero di persone LGBT non fa coming out.

## Opinione pubblica
Nel 2014 i sondaggi hanno rivelato che la maggioranza dei cittadini britannici sostengono il matrimonio omosessuale e il 76% dell'intero Regno Unito ha convenuto che l'omosessualità dovrebbe essere accettata dalla società, uno dei risultati più alti al mondo. Inoltre il paese detiene attualmente il record mondiale di maggior numero di persone LGBT insediate nel parlamento, con 27 deputati eletti alle Elezioni generali nel Regno Unito del 2015.

## Tabella riassuntiva
| Depenalizzazione dell'omosessualità                                                           | (dal 1967 in Inghilterra e Galles, dal 1981 in Scozia e dal 1982 in Irlanda del Nord) |
| Omosessualità declassata come malattia                                                        | (dal 1992)                                                                            |
| Uguale età del consenso rispetto agli eterosessuali                                           | (dal 2001)                                                                            |
| Divieto d'incitamento all'odio basato sull'orientamento sessuale                              | (dal 2009 in tutto il paese)                                                          |
| Divieto di discriminazione nella fornitura di beni e servizi                                  | (dal 2007)                                                                            |
| Divieto di discriminazione nel posto di lavoro                                                | (dal 2003)                                                                            |
| Unioni civili                                                                                 | (dal 2005)                                                                            |
| Benedizione delle unioni civili nei luoghi di culto                                           | (dal 2010)                                                                            |
| Matrimonio per le persone dello stesso sesso                                                  | (dal 2020 in tutto il paese).                                                         |
| Step-child adoption                                                                           | (dal 2013 in tutto il paese)                                                          |
| Adozione congiunta per le coppie dello stesso sesso                                           | (dal 2013 in tutto il paese)                                                          |
| Genitorialità automatica per entrambi i coniugi dopo la nascita                               | (dal 2009)                                                                            |
| Accesso alla fecondazione in vitro per le lesbiche                                            | (dal 2009)                                                                            |
| Maternità surrogata                                                                           | (dal 2010, solo in forma altruistica; vietata quella commerciale)                     |
| Diritto per le persone LGBT di poter servire nelle forze armate                               | (dal 2000)                                                                            |
| Diritto di cambiare genere legale                                                             | (dal 2005)                                                                            |
| Autoidentificazione di genere                                                                 | No                                                                                    |
| Riconoscimento del genere non binario                                                         | No                                                                                    |
| Autorizzazione a donare il sangue per gli uomini che hanno rapporti sessuali con altri uomini | dopo un anno dall'ultimo rapporto sessuale                                            |